# Psammopolycystis forcipiens
Psammopolycystis forcipiens är en plattmaskart som beskrevs av Brunet 1979. Psammopolycystis forcipiens ingår i släktet Psammopolycystis och familjen Polycystididae. Inga underarter finns listade i Catalogue of Life.